# فرانک اسپلمن
فرانک اسپلمن (انگلیسی: Frank Spellman؛ ۱۷ سپتامبر ۱۹۲۲ – ۱۲ ژانویه ۲۰۱۷) وزنه‌بردار اهل ایالات متحده آمریکا بود.
وی در مسابقات کشوری و بین‌المللی در مجموع برندهٔ ۱ مدال طلا، ۱ مدال نقره، ۱ مدال برنز شده‌است.